# Lijst van winnaars van de Internationale Kindervredesprijs
Dit artikel bevat een lijst van winnaars van de Internationale Kindervredesprijs. De prijs werd in 2005 opgezet door Stichting KidsRights. 

## Lijst
| Jaar | Winnaar                                                      | Uitgereikt door              | Locatie                     | Onderwerp                                                                                                  |
| ---- | ------------------------------------------------------------ | ---------------------------- | --------------------------- | --- |
| 2005 | Nkosi Johnson (postuum)                                      | Michail Gorbatsjov           | Rome                        | Insluiting van kinderen met hiv/aids in de Zuid-Afrikaanse maatschappij.                                   |
| 2006 | Om Prakash Gurjar                                            | Frederik Willem de Klerk     | Ridderzaal, Den Haag        | Kinderarbeid                                                                                               |
| 2007 | Thandiwe Chama                                               | Bob Geldof en Betty Williams | Ridderzaal, Den Haag        | Het recht op onderwijs                                                                                     |
| 2008 | Mayra Avellar Neves                                          | Desmond Tutu                 | Ridderzaal, Den Haag        | Geweld in de favelas                                                                                       |
| 2009 | Baruani Ndume                                                | Wangari Maathai              | Ridderzaal, Den Haag        | Kindervluchtelingen                                                                                        |
| 2010 | Francia Simon                                                | Rigoberta Menchú             | Ridderzaal, Den Haag        | Het recht op een naam en een nationaliteit                                                                 |
| 2011 | Chaeli Mycroft                                               | Mairead Corrigan             | Ridderzaal, Den Haag        | De rechten van kinderen met een handicap                                                                   |
| 2012 | Kesz Váldez                                                  | Desmond Tutu                 | Ridderzaal, Den Haag        | Straatkinderen                                                                                             |
| 2013 | Malala Yousafzai                                             | Tawakkul Karman              | Ridderzaal, Den Haag        | Toegang tot onderwijs voor meisjes                                                                         |
| 2014 | Neha Gupta                                                   | Desmond Tutu                 | Ridderzaal, Den Haag        | Rechten van de wezen                                                                                       |
| 2015 | Abraham M. Keita                                             | Leymah Gbowee                | Ridderzaal, Den Haag        | Berechting daders seksueel geweld                                                                          |
| 2016 | Kehkashan Basu                                               | Muhammad Yunus               | Ridderzaal, Den Haag        | Green Hope milieu acties                                                                                   |
| 2017 | Mohamad Al Jounde                                            | Malala Yousafzai             | Ridderzaal, Den Haag        | Recht op onderwijs van kinderen in vluchtelingenkampen                                                     |
| 2018 | March for our Lives                                          | Desmond Tutu                 | City Hall, Kaapstad         | Veilige scholen en uitroeiing van vuurwapengeweld                                                          |
| 2019 | Greta Thunberg                                               |                              | Den Haag                    | Klimaat |
| 2019 | Divina Maloum                                                |                              | Den Haag                    | Vrede |
| 2020 | Sadat Rahman                                                 | Malala Yousafzai             | Grote Kerk, Den Haag        | App tegen cyberbullying: Cyber Teens                                                                       |
| 2021 | Vihaan en Nav Agarwal                                        | Kailash Satyarthi            | Ridderzaal, Den Haag        | Jongerenorganisatie One Step Greener tegen klimaatvervuiling door afval                                    |
| 2022 | Rena Kawasaki                                                | Tawakkul Karman              | Grote Kerk, Den Haag        | kinderen meer te betrekken bij de politiek, het milieu en de samenleving in Japan en de rest van de wereld |
| 2023 | Sofia Tereshchenko, Anastasia Feskova en Anastasia Demchenko | Wided Bouchamaoui            | Palace of Whitehall, Londen | ondersteuning van kinderen die, waar ook ter wereld, voor de oorlog moeten vluchten                        |
| 2024 | Nila Ibrahimi                                                | Tawakkul Karman              | Nieuwe Kerk, Amsterdam      | strijd tegen genderdiscriminatie en schending van kinderrechten                                            |